# توزيعة برمجية

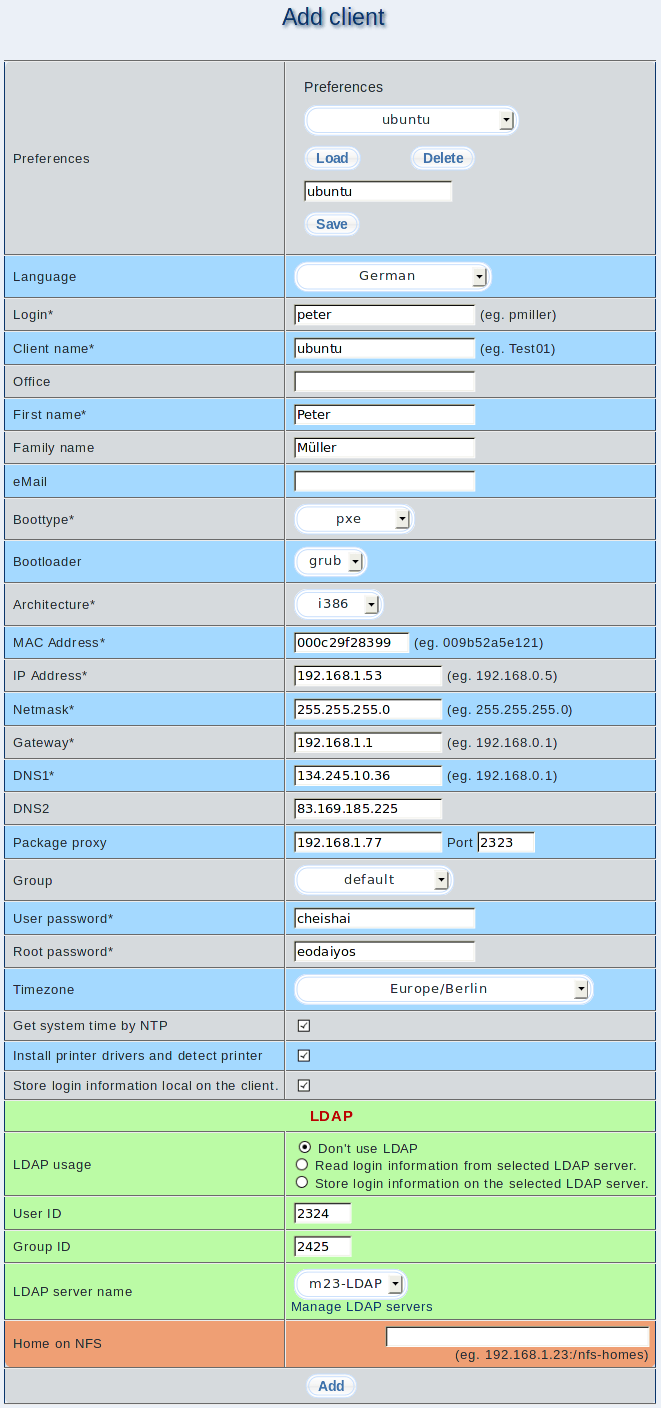
لقطة شاشة لمربع حوار إضافة العميل في برنامج m23

يمكن أن يشير توزيع البرامج إلى مفهومين متميزين. عند استخدامه كفعل، فإن توزيع البرنامج هو عملية توصيل البرنامج إلى المستخدم النهائي، في حين أن توزيع البرنامج، كاسم، (توزيعة) هو مجموعة من البرامج.
توزيع البرامج (اسم)، أو توزيعة، هي مجموعة من مكونات البرامج التي تم إنشاؤها وتجميعها وتكوينها بحيث يمكن استخدامها بشكل أساسي «كما هي». غالبًا ما يكون هذا أقرب ما يمكن أن يتم من شكل مفتاح للبرمجيات الحرة. قد تتخذ توزيعة شكل توزيعة ثنائية، مع مثبت قابل للتنفيذ يمكن تنزيله من الإنترنت. تتراوح الأمثلة من توزيعات نظام التشغيل بالكامل إلى توزيعات الخادم والمترجم (على سبيل المثال مثبتات لامب). يمكن أن تشير توزيعات البرامج (اسم) أيضًا إلى أدوات العناية والكعكات.
في السنوات الأخيرة، أصبح المصطلح يشير إلى تقريبًا أي برنامج «منتهي» (أي شيء جاهز إلى حد ما للاستخدام المقصود، سواء كنظام كامل أو مكون لنظام أكبر) يتم تجميعه بشكل أساسي من مفتوح مكونات المصدر.

## أمثلة توزيعات (اسم)
تتضمن أمثلة توزيعات البرامج توزيعات قائمة على BSD (مثل فري بي ‌إس ‌دي ونت بي إس دي وأوبن بي إس دي وDragonflyBSD) والتوزيعات المستندة على لينكس مثل أوبن سوزي وأوبونتو وفيدورا).

## دعم توزيعي
يعد الدعم الفني مشكلة رئيسية للمستخدمين النهائيين للتوزيعة، نظرًا لأن التوزيع نفسه عادةً ما يكون مجانيًا وقد لا يكون «مملوكًا» بالمعنى التجاري من قبل المورد. اعتمادًا على التوزيع، قد يتم توفير الدعم بواسطة مورد دعم تجاري أو المطورين الذين قاموا بإنشاء التوزيع أو بواسطة مجتمع المستخدمين نفسه.

## أدوات توزيع البرمجيات الحرة (فعل)
تستخدم أدوات نظام بناء جنو على نطاق واسع والتي تتكون من ملفات مصدر مكتوبة بلغة سي ++ ولغة برمجة سي، ولكنها لا تقتصر عليها.